# Олимпико Монументал
«Олимпико Монументал» (порт. Estádio Olímpico Monumental) — футбольный стадион в Бразилии, расположенный в Порту-Алегри. Этот стадион до 2013 года был домашней ареной футбольного клуба «Гремио». В настоящий момент закрыт, планов по сносу нет.

## История
В начале 1950-х гг. политика «Гремио» в отношении игроков африканского происхождения изменилась — их стали активно привлекать в команду и популярность «Гремио» стала расти. Клуб принял решение построить собственную арену вместимостью 38 000 зрителей. В матче открытия против уругвайского «Насьоналя» хозяева победили со счётом 2:0. Автором первого гола стал Витор.
К 1980 году число желающих попасть на матчи «Гремио» (в особенности на дерби против «Интернасьонала») заметно превысило вместимость арены. «Олимпико Монументал» был кардинально перестроен и его вместимость расширилась до 85 000 зрителей, почти подобравшись к показателям арены «Интера» Бейра-Рио. Примерно в тот период спортивные результаты команды резко пошли вверх и в 1983 году «Гремио» впервые выиграл Кубок Либертадорес, проведя один из матчей финала на своей родной арене.
Число мест сократилось до 51 000. Рекорд посещаемости арены был зафиксирован 26 апреля 1981 года, когда на матче против «Понте Преты» присутствовал 85 721 зритель. «Гремио» уступил со счётом 0:1.
В 1990 году из соображений безопасности было принято решение в очередной раз реконструировать стадион.
В 2000 году возникла идея строительства нового стадиона «Гремио», учитывая, что «Интернасьонал» явно выиграл в «гонке стадионов» (к примеру, Бейра-Рио будет принимать матчи чемпионата мира 2014 года, в то время как «Олимпико Монументал» даже не фигурировал в числе кандидатов). Возможная стоимость строительства «Арены Гремио» оценивается в 150 млн долларов, а само начало строительства планируется на 2010 или 2012 год.
На данный момент «Олимпико Монументал» вмещает порядка 47 000 зрителей. С 2014 года «Гремио» выступает на своём новом стадионе, «Арена Гремио».